# Seymour Fagan
Seymour Fagan (Jamaica, 30 de diciembre de 1967) fue un atleta jamaicano, especializado en la prueba de 4x400 m en la que llegó a ser medallista de bronce mundial en 1991.

## Carrera deportiva
En el Mundial de Tokio 1991 ganó la medalla de bronce en los 4x400 metros, con un tiempo de 3:00.10 segundos, llegando tras Reino Unido y Estados Unidos, siendo sus compañeros de equipo: Devon Morris, Winthrop Graham y Patrick O'Connor.